# Молчанова, Екатерина Ивановна
Екатери́на Ива́новна Молча́нова (в замужестве Олсуфьева; 9 ноября 1758 — 3 сентября 1809) — фрейлина Екатерины II, одна из пяти лучших выпускниц Смольного института, удостоенных Золотой медали первой величины.

## Биография
Екатерина Ивановна Молчанова происходила из старинной московской семьи. Её отец — скромный коллежский советник Иван Яковлевич Молчанов, семья которого находилась в бедственном положении — у него было всего 30 душ крепостных, к тому же заложенных. Была взята на воспитание влиятельной дамой-супругой обер-егермейстера С. К. Нарышкина Марией Павловной. В 1764 году Нарышкина определила Екатерину в Смольный институт, положила на её имя две тысячи рублей, которые были выданы девушке после окончания учёбы. Нарышкина назначила Екатерине также ежегодную выплату двухсот рублей, а также обещала (в завещании) наградить приличным приданым, смотря притом и на качество её избранника.

### В Смольном
В Смольном Екатерина отличалась серьёзностью, сосредоточенностью, выделялась среди воспитанниц любовью к наукам, любила больше читать, чем участвовать в играх и развлечениях, хотя не раз выступала на сцене устроенного в институте театра. Она хорошо рисовала и вышивала — об это известно из письма Екатерины II, написанного другой смолянке А. Левшиной:
…Бецкой поставил софу в турецком стиле в мою комнату Зимнего дворца. Сама я поместила там лишь ваше изображение, сделанное девицей Молчановой; это моя любимая вещь, которая не покидает своего места, которое я ей отвела.

В 1776 году Екатерина окончила второй курс, с золотой медалью и «знаком отмены» (золотым шифром императрицы) на ленте с тремя золотыми полосками, она получила также и пенсию по 250 рублей в год из процентов с капитала в 100 тыс. рублей, пожертвованного Екатериной II при первом выпуске смолянок :
…на содержание и снабжение приданым тех, которые сей помощи по выходе из Общества, а паче когда поступят в супружество, ниоткуда не могут иметь.

### Замужество

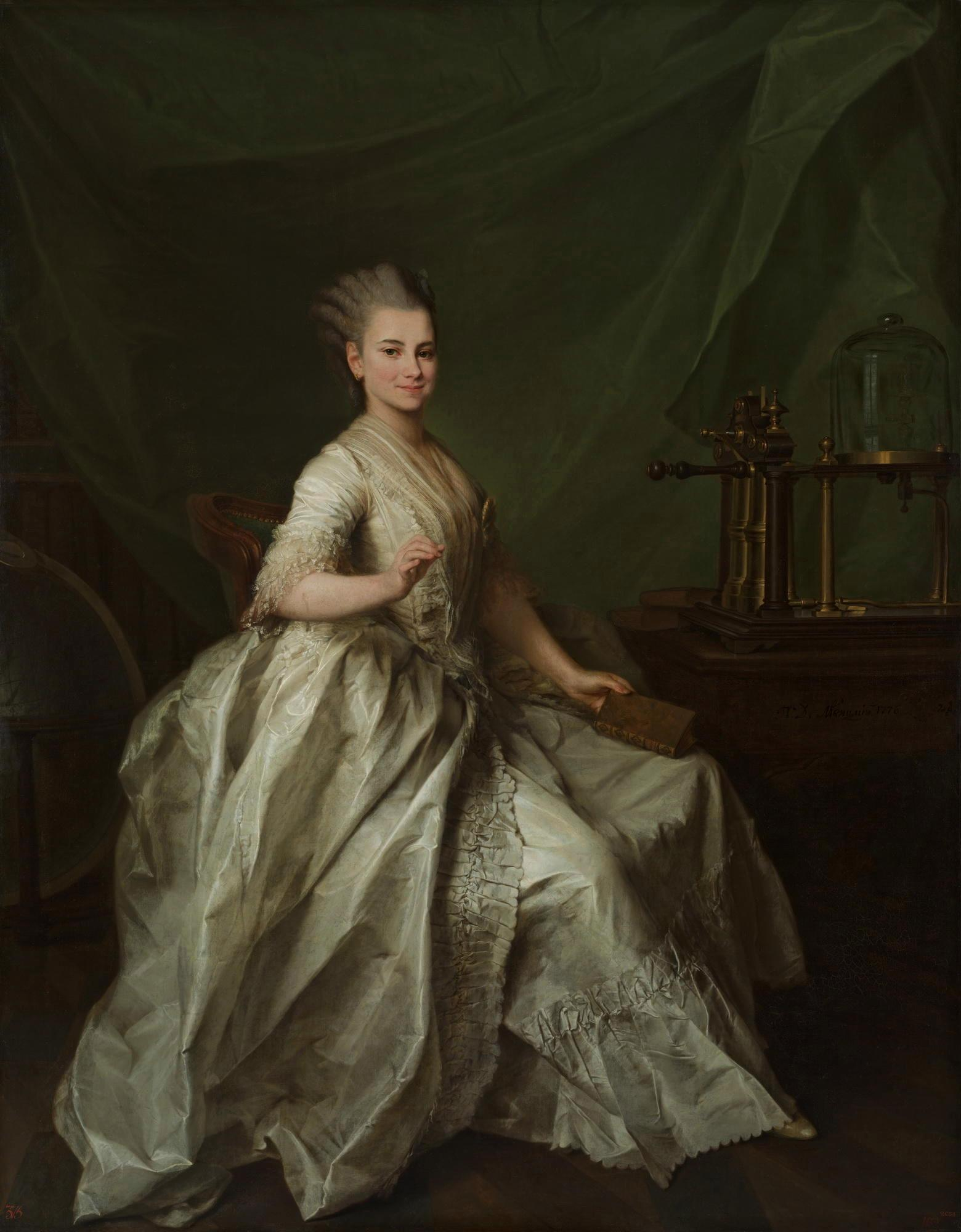
Портрет из цикла «Смолянок» Левицкого

19 июня 1776 года Екатерина Молчанова была взята ко двору и определена во фрейлины. Вместе со своей подругой по институту Г. И. Алымовой она была послана навстречу прибывавшей в Россию невесте великого князя Павла Петровича принцессе Софии-Доротеи Вюртембергской. После Екатерина была назначена к ней в свиту. В конце 1770-х гг Молчанова стала фрейлиной Екатерины II.
27 января 1780 года вышла замуж за Сергея Адамовича Олсуфьева (1755—1818), второго сына статс-секретаря Екатерины II А. В. Олсуфьева и Марии Васильевны Салтыковой, сестры Сергея Салтыкова, возлюбленного Екатерины II. Свекор Молчановой был человек влиятельный. Его сына Сергея в 1769 году направили по повелению императрицы, в числе других молодых дворян, в Лейпцигский университет, впоследствии он дослужился до чина генерал-майора.
Екатерина Ивановна Молчанова-Олсуфьева скончалась 3 сентября 1809 года в Петербурге и похоронена в Александро-Невской лавре на Лазаревском кладбище, супруг пережил её на девять лет и похоронен там же.

## Дети
У Екатерины Ивановны с мужем было три дочери и три сына, двое из которых умерли совсем маленькими.
- Мария Сергеевна (1780—14.02.1805[6]), фрейлина великой княгини Анны Федоровны, была замужем за тайным советником Д. С. Жеребцовым; умерла от чахотки.
- Дмитрий Сергеевич (ок.1780—1858), участник войны 1812 года и заграничных походов (Лейб-гвардии капитан), член масонской ложи "Орла Российского", был в Пензе губернским предводителем дворянства.
- Елизавета Сергеевна (08.01.1782[7]—1799), крещена 11 января 1782 года в церкви Введения во храм Пресвятой Богородицы лейб-гвардии Семёновского полка при восприемстве деда А. В. Олсуфьева и бабки М. В. Одсуфьевой; фрейлина великой княгини Анны Федоровны.
- Екатерина Сергеевна (1785—03.03.1789[8])